# Rußbach (Niederösterreich)
Rußbach ist eine Gemeinde mit 1371 Einwohnern (Stand 1. Jänner 2025) im Bezirk Korneuburg in Niederösterreich. Sie ist nicht zu verwechseln mit der rund 30 km weiter östlich ebenfalls im Bezirk Korneuburg gelegenen Marktgemeinde Großrußbach.

## Geografie
Rußbach liegt in den Hügeln des südlichen Weinviertels in Niederösterreich rund 15 Kilometer nordwestlich von Stockerau. Die Entwässerung erfolgt über den Stranzendorfer Bach und den Hundsgraben, beide münden in die Schmida. Im Süden liegt das Gemeindegebiet in einer Seehöhe von 230 Meter. Der Höhenrücken zwischen Stranzendorf im Osten und Niederrußbach und Oberrußbach im Westen erreicht Höhen von bis zu 400 Meter. Die höchsten Erhebungen sind Dauersberg (356 m), Altenberg (383 m) und Haberg (414 m). 
Die Fläche der Gemeinde umfasst 30,56 Quadratkilometer. Davon sind 63 Prozent landwirtschaftliche Nutzfläche, 23 Prozent sind bewaldet und sieben Prozent sind Weingärten.

### Gemeindegliederung
Das Gemeindegebiet umfasst folgende drei Ortschaften (in Klammern Einwohnerzahl Stand 1. Jänner 2025):
- Niederrußbach (800)
- Oberrußbach (271)
- Stranzendorf (300)

Die Gemeinde besteht aus den Katastralgemeinden Niederrußbach, Oberrußbach und Stranzendorf.
Im Zuge der NÖ. Kommunalstrukturverbesserung entstand im Jahr 1970 durch die Zusammenlegung der früheren Gemeinden Niederrußbach, Oberrußbach und Stranzendorf die Gemeinde Rußbach.

### Nachbargemeinden
|                              | Hollabrunn (Bez. Hollabrunn)                | Göllersdorf (Bez. Hollabrunn) |
| Großweikersdorf (Bez. Tulln) | Kompassrose, die auf Nachbargemeinden zeigt | Sierndorf                     |
|                              | Stetteldorf                                 | Hausleiten                    |

## Geschichte
Die erste urkundliche Erwähnung stammt aus dem Jahr 1171. Die Ortschronik von 1898 nennt 1000 Viertel Weingärten, was etwa 288 Hektar entspricht.

### Bevölkerungsentwicklung
| Rußbachd: Einwohnerzahlen von 1869 bis 2025         | Rußbachd: Einwohnerzahlen von 1869 bis 2025 | Rußbachd: Einwohnerzahlen von 1869 bis 2025 | Rußbachd: Einwohnerzahlen von 1869 bis 2025 | Rußbachd: Einwohnerzahlen von 1869 bis 2025 |
| --------------------------------------------------- | ------------------------------------------- | ------------------------------------------- | ------------------------------------------- | ------------------------------------------- |
| Jahr                                                |                                             |                                             |                                             | Einwohner                                   |
| 1869                                                | 1869                                        |                                             | 1.690                                       | 1.690                                       |
| 1880                                                | 1880                                        |                                             | 1.747                                       | 1.747                                       |
| 1890                                                | 1890                                        |                                             | 1.792                                       | 1.792                                       |
| 1900                                                | 1900                                        |                                             | 1.735                                       | 1.735                                       |
| 1910                                                | 1910                                        |                                             | 1.682                                       | 1.682                                       |
| 1923                                                | 1923                                        |                                             | 1.637                                       | 1.637                                       |
| 1934                                                | 1934                                        |                                             | 1.620                                       | 1.620                                       |
| 1939                                                | 1939                                        |                                             | 1.539                                       | 1.539                                       |
| 1951                                                | 1951                                        |                                             | 1.478                                       | 1.478                                       |
| 1961                                                | 1961                                        |                                             | 1.292                                       | 1.292                                       |
| 1971                                                | 1971                                        |                                             | 1.264                                       | 1.264                                       |
| 1981                                                | 1981                                        |                                             | 1.274                                       | 1.274                                       |
| 1991                                                | 1991                                        |                                             | 1.214                                       | 1.214                                       |
| 2001                                                | 2001                                        |                                             | 1.333                                       | 1.333                                       |
| 2011                                                | 2011                                        |                                             | 1.388                                       | 1.388                                       |
| 2021                                                | 2021                                        |                                             | 1.391                                       | 1.391                                       |
| 2025                                                | 2025                                        |                                             | 1.371                                       | 1.371                                       |
| Quelle(n): Statistik Austria, Gebietsstand 1.1.2021 |                                             |                                             |                                             |                                             |

Nach dem Ergebnis der Volkszählung 2001 gab es 1333 Einwohner. 1991 hatte die Gemeinde 1214 Einwohner, 1981 1274 und im Jahr 1971 1264 Einwohner.

## Kultur und Sehenswürdigkeiten

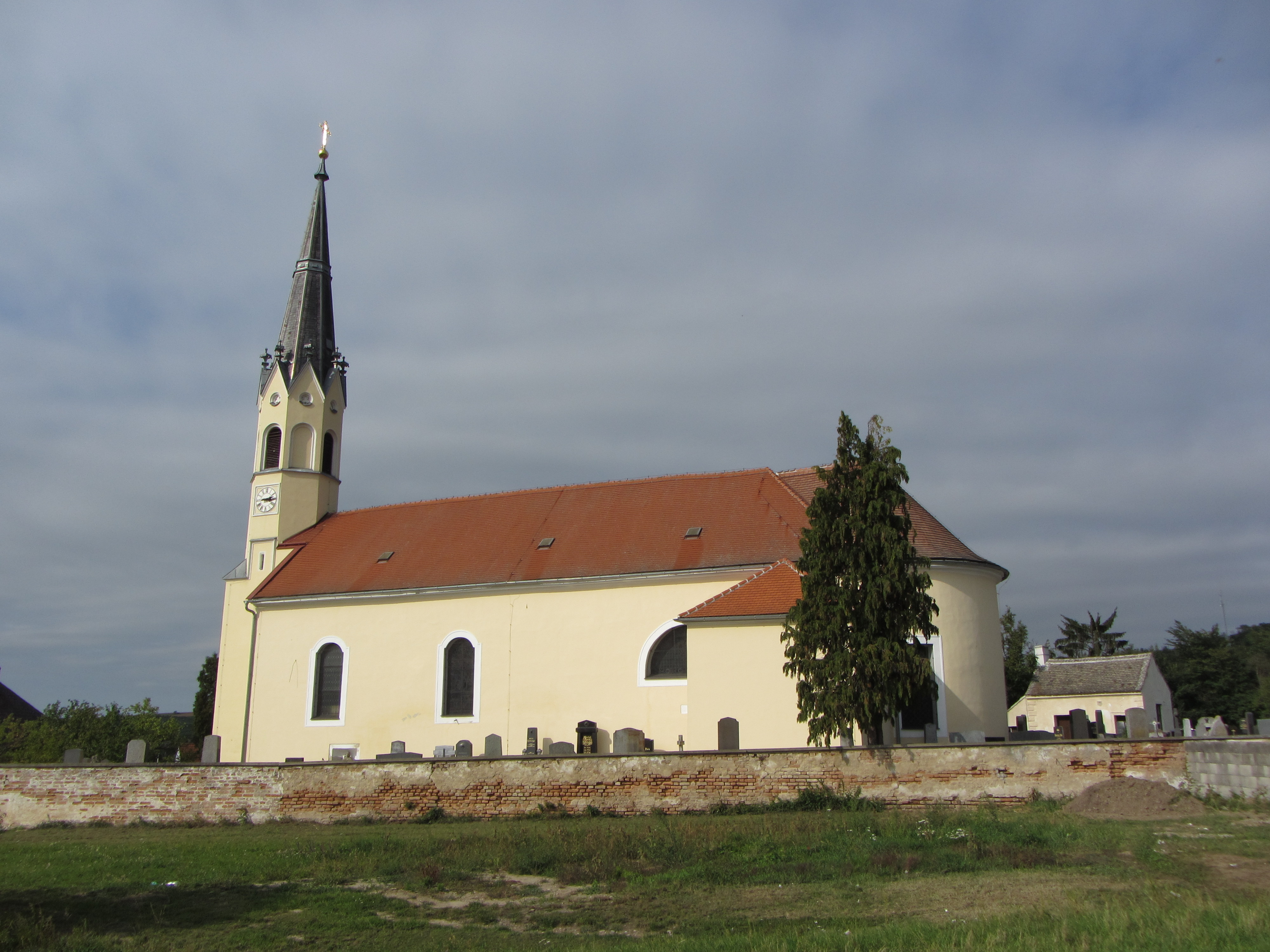
Pfarrkirche Niederrußbach

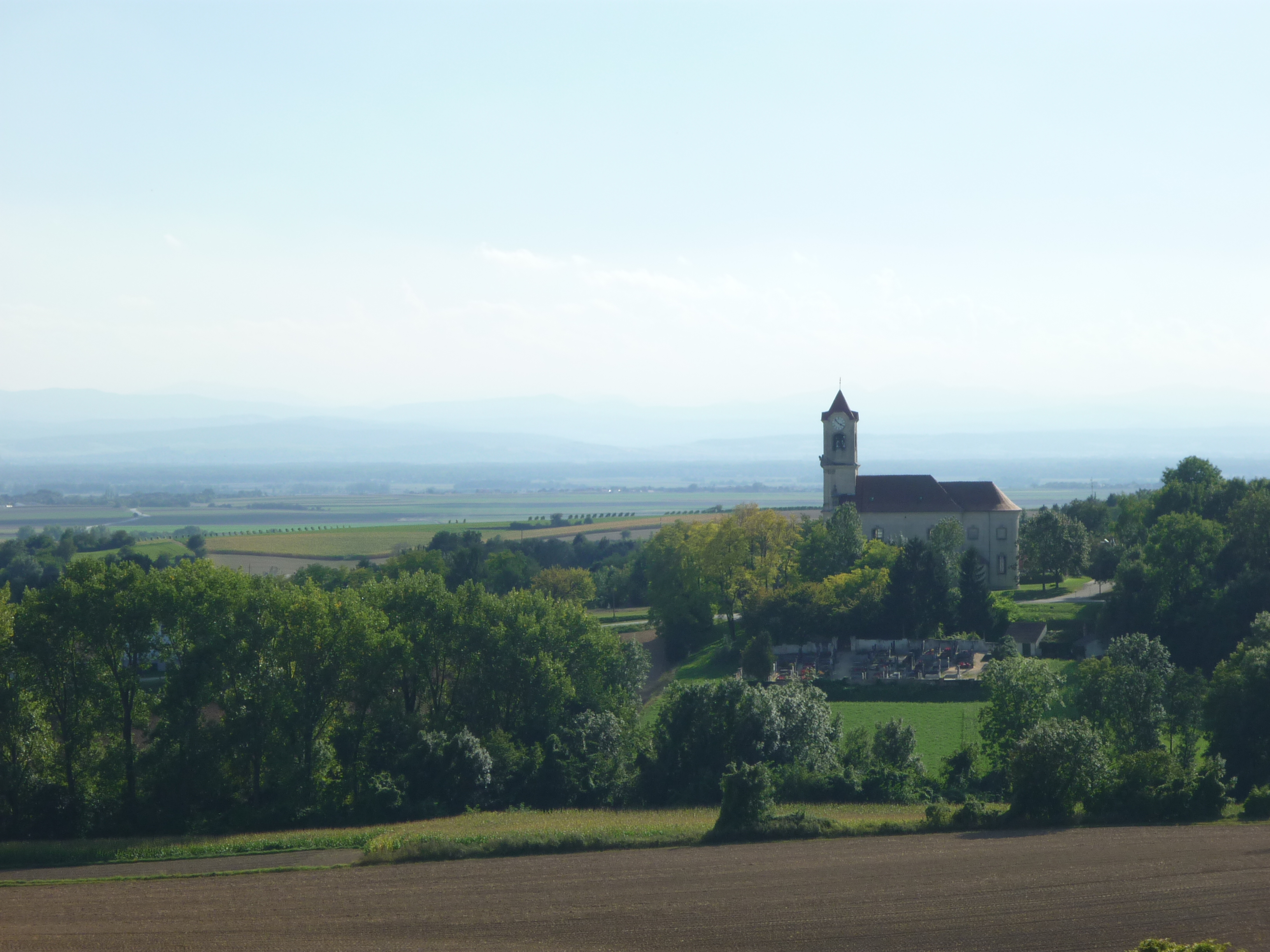
Pfarrkirche Stranzendorf

- Katholische Pfarrkirche Niederrußbach hl. Oswald
- Katholische Pfarrkirche Stranzendorf Hll. Peter und Paul
- Katholische Filialkirche Oberrußbach hl. Margaretha

## Wirtschaft und Infrastruktur

### Wirtschaftssektoren
Von den 65 landwirtschaftlichen Betrieben des Jahres 2010 waren 34 Haupterwerbsbauern. Der schwach ausgeprägte Produktionssektor beschäftigte 15 Erwerbstätige im Baugewerbe und einen im Bereich Warenherstellung. Die wichtigsten Arbeitgeber des Dienstleistungssektors waren die Bereiche Verkehr (55), Handel (24) und soziale und öffentliche Dienste (23 Angestellte).
| Wirtschaftssektor            | Anzahl Betriebe | Anzahl Betriebe | Erwerbstätige | Erwerbstätige |
| Wirtschaftssektor            | 2011            | 2001            | 2011          | 2001          |
| ---------------------------- | --------------- | --------------- | ------------- | ------------- |
| Land- und Forstwirtschaft 1) | 65              | 99              | 59            | 77            |
| Produktion                   | 5               | 3               | 16            | 5             |
| Dienstleistung               | 56              | 31              | 135           | 120           |

1) Betriebe mit Fläche in den Jahren 2010 und 1999
| Im Jahr 2011 lebten 682 Erwerbstätige in Rußbach. Davon arbeiteten 136 in der Gemeinde, achtzig Prozent pendelten aus. - Eisenbahn: Die Gemeinde liegt zwischen den beiden Bahnlinien Franz-Josefsbahn im Westen und Nordwestbahn im Osten. Die Bahnhöfe Großweikersdorf, Absdorf, Hausleiten und Göllersdorf sind fünf bis zehn Kilometer entfernt und bieten gute Verbindungen nach Wien. - Straße: Rußbach liegt an der Horner Straße B 4. | Die zur Anzeige dieser Grafik verwendete Erweiterung wurde dauerhaft deaktiviert. Wir arbeiten aktuell daran, diese und weitere betroffene Grafiken auf ein neues Format umzustellen. (Mehr dazu) |

### Bildung
In der Gemeinde befindet sich ein Kindergarten und eine Volksschule.

### Vereine

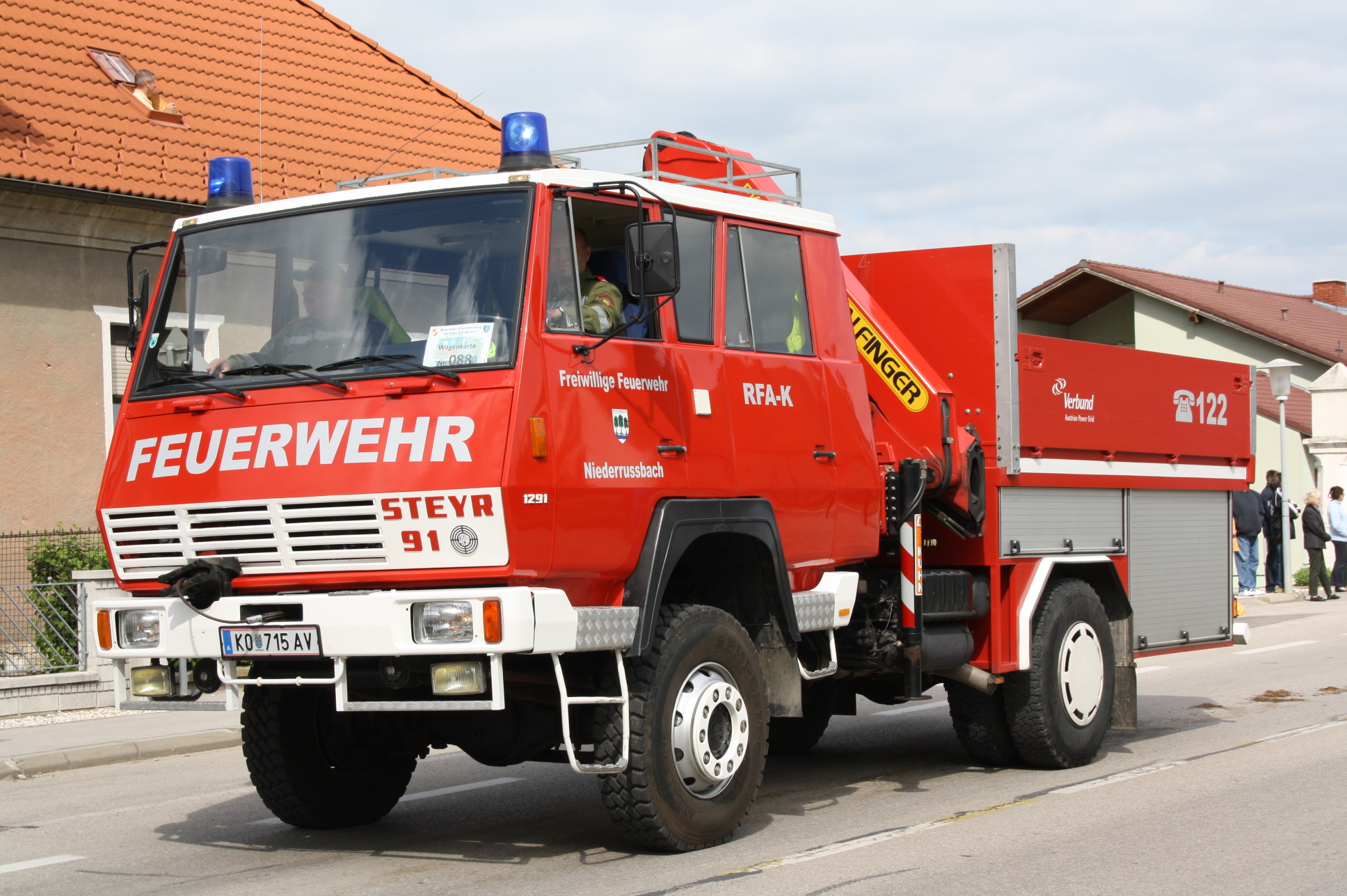
FF Niederrußbach

- Freiwillige Feuerwehren
- Musikverein

## Politik

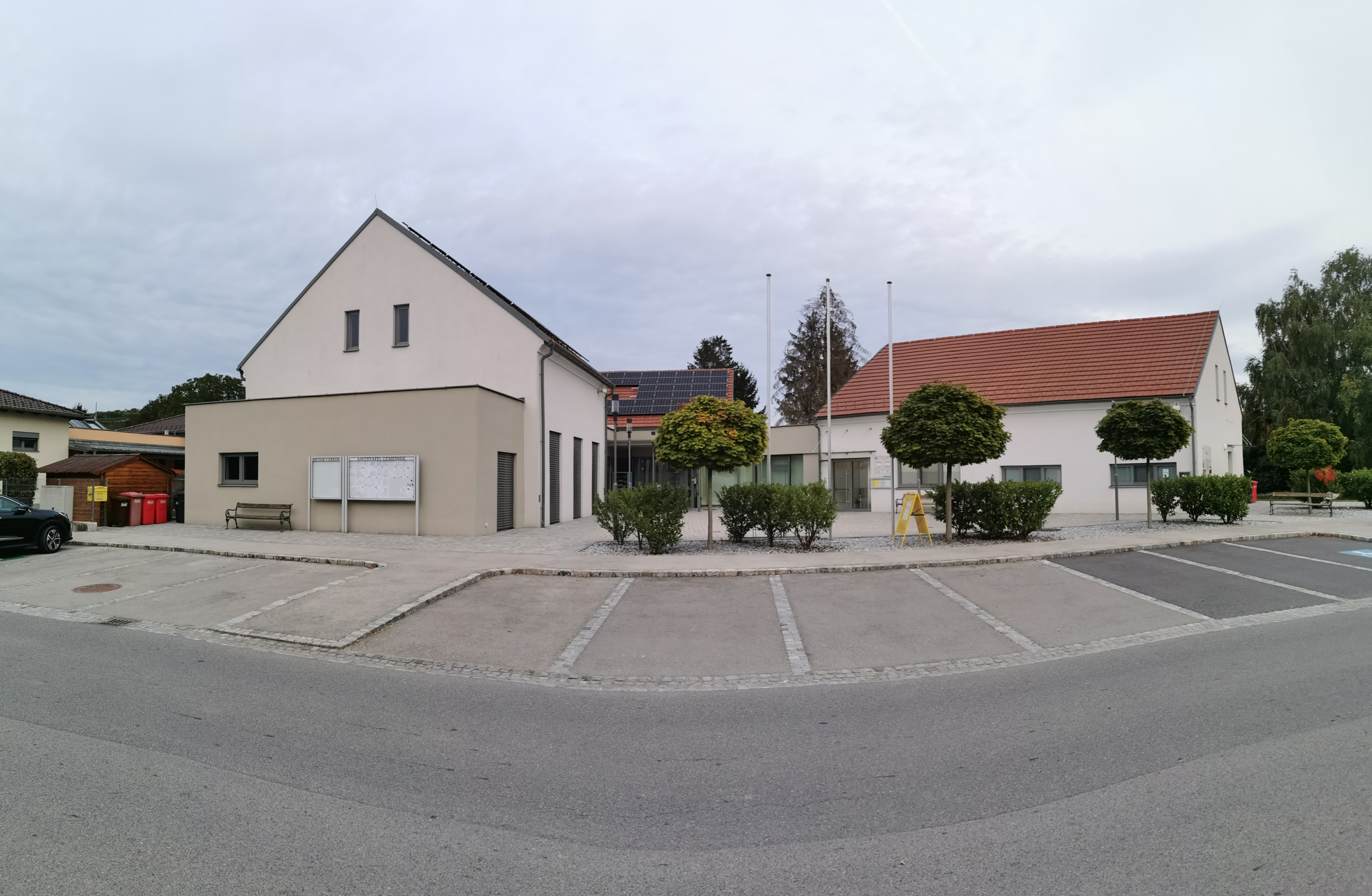
Gemeindeamt mit Musikverein und Gemeindearzt

### Gemeinderat
| Der Gemeinderat hat 19 Mitglieder. - Mit den Gemeinderatswahlen in Niederösterreich 1990 hatte der Gemeinderat folgende Verteilung: 13 ÖVP, 5 SPÖ und 1 FPÖ. - Mit den Gemeinderatswahlen in Niederösterreich 1995 hatte der Gemeinderat folgende Verteilung: 11 ÖVP, 6 SPÖ und 2 FPÖ. - Mit den Gemeinderatswahlen in Niederösterreich 2000 hatte der Gemeinderat folgende Verteilung: 11 ÖVP, 5 SPÖ und 3 FPÖ. - Mit den Gemeinderatswahlen in Niederösterreich 2005 hatte der Gemeinderat folgende Verteilung: 10 ÖVP, 8 SPÖ und 1 FPÖ. - Mit den Gemeinderatswahlen in Niederösterreich 2010 hatte der Gemeinderat folgende Verteilung: 12 ÖVP, 4 SPÖ, 2 Grüne und 1 FPÖ. - Mit den Gemeinderatswahlen in Niederösterreich 2015 hatte der Gemeinderat folgende Verteilung: 12 ÖVP, 4 SPÖ, 1 FPÖ, 1 UBL–Unabhängige Bürgerliste Rußbach und 1 Grüne. - Mit den Gemeinderatswahlen in Niederösterreich 2020 hat der Gemeinderat folgende Verteilung: 15 ÖVP und 4 SPÖ. - Mit den Gemeinderatswahlen in Niederösterreich 2025 hat der Gemeinderat folgende Verteilung: 13 ÖVP, 3 SPÖ und 3 FPÖ. | Die zur Anzeige dieser Grafik verwendete Erweiterung wurde dauerhaft deaktiviert. Wir arbeiten aktuell daran, diese und weitere betroffene Grafiken auf ein neues Format umzustellen. (Mehr dazu) |

### Bürgermeister
- bis 2008 Anton Pfeifer (ÖVP)
- 2008 bis 2024 Hermann Pöschl (ÖVP)
- seit 2024 Manfred Punz (ÖVP)[21][22][23]

## Persönlichkeiten

### Söhne und Töchter der Gemeinde
- Josef Pöschl (1878–1963), Politiker (CSP)
- Josef Karl (1922–1989), Politiker (SPÖ)